# Гуревич, Роман Семёнович
Роман Семёнович Гуревич (род. 1948) — советский и украинский учёный, доктор педагогических наук (1999), профессор (1994); действительный член Национальной академии педагогических наук Украины (НАПНУ, 2016), академик Академии наук высшего образования Украины.
Автор более 300 научных работ.

## Биография
Родился 18 марта 1948 года в Виннице, Украинская ССР.
В 1971 году окончил Винницкий государственный педагогический институт (в настоящее время Винницкий государственный педагогический университет).
С момента окончания вуза и по 1981 год работал преподавателем физики и электротехники в Винницком городском профессионально-техническом училище № 4. В 1981—1983 годах старший преподаватель кафедры педагогики и психологии в Мозырском педагогическом институте имени Надежды Крупской (в настоящее время Мозырский государственный педагогический университет) Гомельской области Белорусской ССР. В 1979 году защитил кандидатскую диссертацию на тему «Формирование системы межпредметных связей естественнонаучных и профессионально-технических дисциплин в средних профтехучилищах».
С 1983 года Роман Гуревич снова работал в Винницком педагогическом университете старшим преподавателем. В 1988—1991 годах — заведующий кафедрой теории и методики трудового и профессионального обучения. После распада СССР, в 1992—2004 годах — декан педагогическо-индустриального факультета Винницкого государственного педагогического университета им. М. М. Коцюбинского. С 2004 года — директор Института перспективных технологий, экономики и фундаментальных наук Винницкого государственного педагогического университета; занимается проблемами профессионально-технического образования в Украине.
Роман Семенович создал научную школу, подготовил четырёх докторов наук (М. М. Козяр, В. А. Петрук, А. М. Коломиец, А. М. Гомонюк) и 56 кандидатов наук. Является заместителем председателя диссертационного совета по защите докторских и кандидатских диссертаций в Винницком государственном педагогическом университете, член докторского диссертационного совета в Институте педагогического образования и образования взрослых Национальной академии педагогических наук Украины.
Р. С. Гуревич — член коллегии управления образования Винницкой облгосадминистрации, член ученого совета Винницкого государственного педагогического университета, председатель ученого совета Института магистратуры, аспирантуры и докторантуры.
Удостоен Почетного звания «Заслуженный работник образования Украины» (1998), награждён нагрудными знаками «Отличник образования Украины» (2003) и «Пётр Могила» (2006). Также награждён Почётными грамотами Национальной академии педагогических наук Украины (1998, 2006) и Министерства образования и науки Украины (2000, 2004). Лауреат Винницкой областной педагогической премии (1998).